# Ecoust Military Cemetery
Ecoust Military Cemetery is een Britse militaire begraafplaats met gesneuvelden uit de Eerste Wereldoorlog, gelegen in het Franse dorp Écoust-Saint-Mein (departement Pas-de-Calais). De begraafplaats ligt in het veld op een kleine 300 m ten noorden van het dorpscentrum (Église Saint-Mein) en is vanaf de straat (Rue de la Gare) bereikbaar via een pad van ruim 200m. Ze werd ontworpen door William Cowlishaw en heeft een langwerpig rechthoekig grondplan met een oppervlakte van 1.906 m². De begraafplaats wordt omsloten door een natuurstenen muur en het Cross of Sacrifice staat dicht bij de noordelijke muur. 
Er liggen 327 doden begraven waaronder 142 niet geïdentificeerde.
De begraafplaats wordt onderhouden door de Commonwealth War Graves Commission.
Op het grondgebied van het dorp liggen ook nog Ecoust-St. Mein British Cemetery, L'Homme Mort British Cemetery en H.A.C. Cemetery. 

## Geschiedenis
Het dorp werd op 2 april 1917 door de 8th en de 9th Devons veroverd waarna de begraafplaats door hen werd aangelegd. Ze werd gebruikt tot maart 1918 toen het dorp als gevolg het Duitse lenteoffensief op 21 maart 1918 uit handen werd gegeven. Aan het einde van augustus daaropvolgend werd het door de 3th Division heroverd. De Duitsers gebruikten de begraafplaats ook voor het begraven van hun gesneuvelden. Na de wapenstilstand werden nog graven, bijna alle van de 2nd/6th North Staffords die net buiten de begraafplaats lagen, bijgezet.
Onder de geïdentificeerde doden zijn er 69 Britten, 9 Australiërs en 7 Duitsers. Eén Brit wordt herdacht met een Special Memorial omdat zijn graf niet meer gelokaliseerd kon worden en men neemt aan dat hij onder een naamloos graf ligt.